# Френсіс Ебігейл
Френсіс Ебігейл (1840—1921) — політик мировий суддя із Нового Південного Уельсу, Австралія.

## Раннє життя
Син Вільяма Ебігейла. У 1860 році Френсіс іммігрував до Сіднея і наступного року одружився.

## Політика
Працював депутатом Законодавчої асамблеї Нового Південного Уельсу в Західному Сіднеї з 1880 по червень 1891 року. Пізніше (з 20 січня 1887 року по 10 січня 1889 року) він обіймав посаду міністра гірничих справ в адміністрації сера Генрі Паркса.

## Державна служба
Він був справедливим мировим суддею для представників колоній Нового Південного Уельсу та громадян штату Вікторія.
Ебігейл був членом комісії Нового Південного Уельсу на Столітній виставці в Мельбурні 1888 року. У 1890 році він був учасником виставки гірничо-металургійної справи, що проходила у Кришталевому палаці. Того ж року Френсіс відвідав Англію та північ Ірландії. Перебуваючи в Лондоні, він давав свідчення перед Royal Commission on Mines.